# ASUS Eee Pad TF201
ASUS Eee Pad Transformer Prime TF201（アスース イーパッド　トランスフォーマー　プライム）はASUSによって2011年10月19日に発表された、Androidタブレット端末である。前の機種ASUS Eee Pad TF101と同様モバイルキーボードドックが付属する。日本ではASUS Eee Pad TF201として2012年1月21日に発売が開始された。

## 概要
タッチパネル液晶は1280×800ドット表示の10.1型ワイドLED IPS液晶を搭載しており、ゴリラガラスを採用している。カメラはフロントに120万画素、バックにはオートフォーカスの800万画素CMOSイメージセンサーカメラを搭載している。センサーは重力センサー、電子コンパス、光センサー、加速度センサー、ジャイロスコープ、GPSを搭載している。

### モバイルキーボードドック
モバイルキーボードドックはキーボード、タッチパッド、SDカードリーダー、USB2.0ポートを装備している。
TF101同様に、モバイルキーボードドック側にもバッテリーが搭載されているためタブレットと接続することによって、駆動時間を増やすことが出来る。

## ソフトウェア
OSは発売当初はAndroid 3.2.1であったが、その後2012年3月にAndroid 4.0.3に、2012年11月にAndroid 4.1にアップデートされた。ファームウェアの自動更新によりアップデートされる。

### プリインストールアプリケーション
- ASUS launcher
- MyLibrary
- MyNet
- MyCloud
- @Vibe Music
- asus webstorage
- File manager
- ASUS sync
- SuperNote
- App Locker
- App Backup
- TegraZone

## 後継機種
後継機種は ASUS Pad TF700T。2012年7月15日販売開始。画面解像度がFull HDの1,920x1,200になり、フロントカメラが200万画素になり、CPUが1.7GHzになった。